# Osa de la Vega
Osa de la Vega – gmina w Hiszpanii, w prowincji Cuenca, w Kastylii-La Mancha, o powierzchni 53,34 km². W 2011 roku gmina liczyła 601 mieszkańców.